# Infundibulipora prolifera
Infundibulipora prolifera is een mosdiertjessoort uit de familie van de Cytididae. De wetenschappelijke naam van de soort is voor het eerst geldig gepubliceerd in 1946 door Kluge.